# Lilienthalallee
Die Lilienthalallee ist eine etwa 1,9 km lange Innerortsstraße im Münchner Stadtteil Freimann. Sie führt vom Frankfurter Ring im Süden nach Nordosten zur Heidemannstraße, wo sie in die Kieferngartenstraße übergeht.

## Beschreibung
An der Lilienthalallee liegen das Zenith, das Ausbesserungswerk München-Freimann, Alphabet Fuhrparkmanagement, der Wasserturm an der Heidemannstraße, der Euro-Industriepark, das MOC Veranstaltungscenter München, die Motorworld München in der Lokrichthalle 24 sowie die BMW Bank. Sie überquert per Brücke den Münchner Nordring.

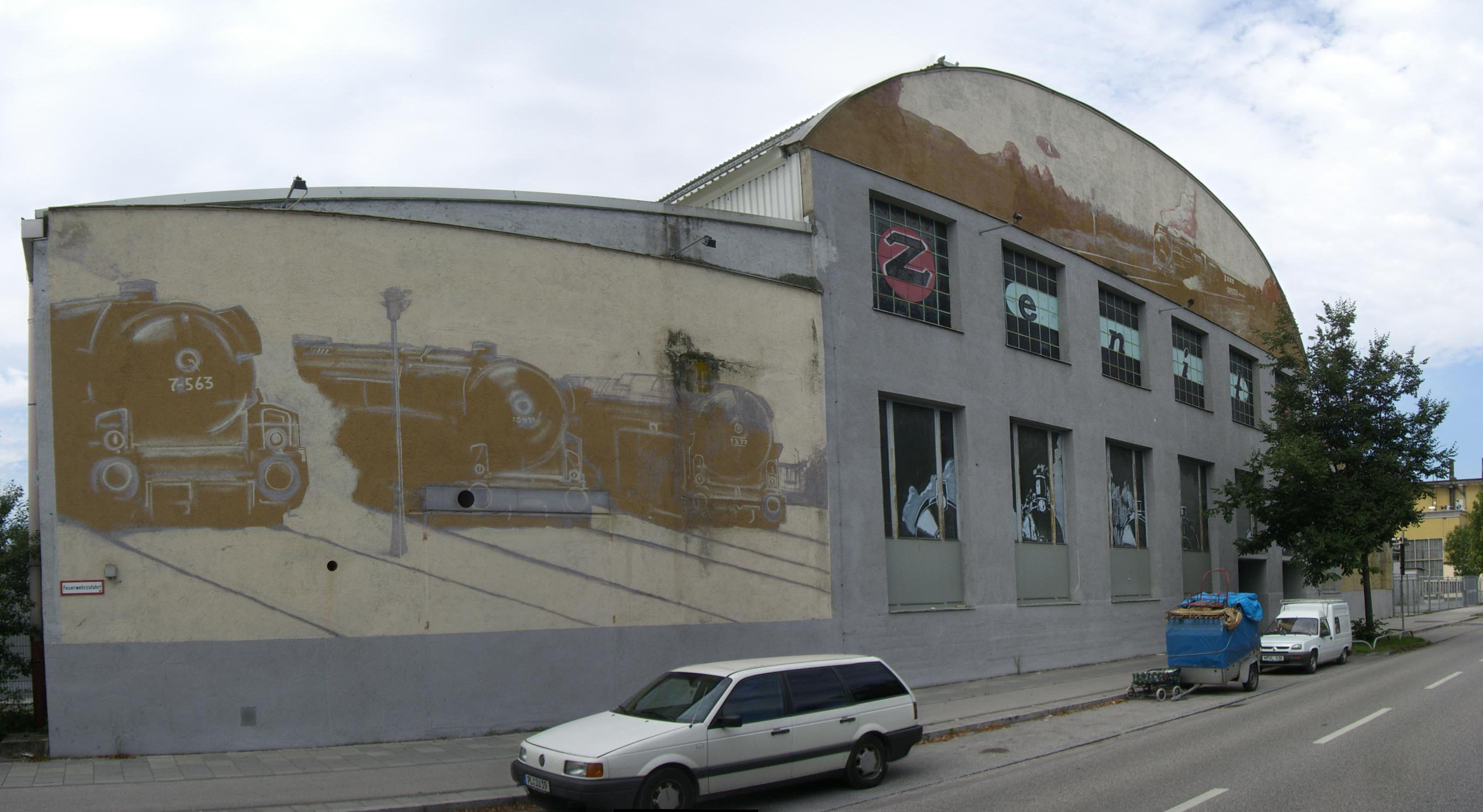
Zenith
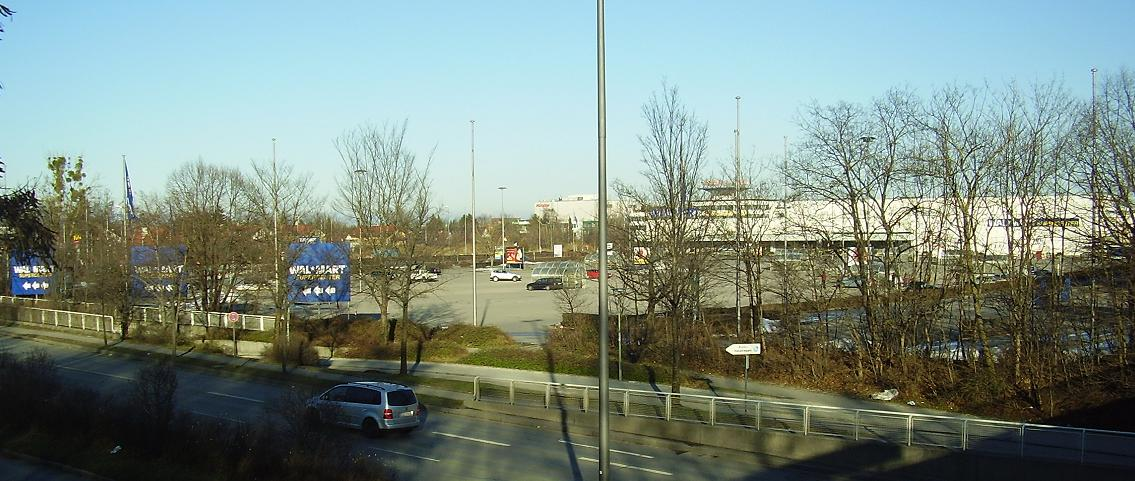
Euro-Industriepark
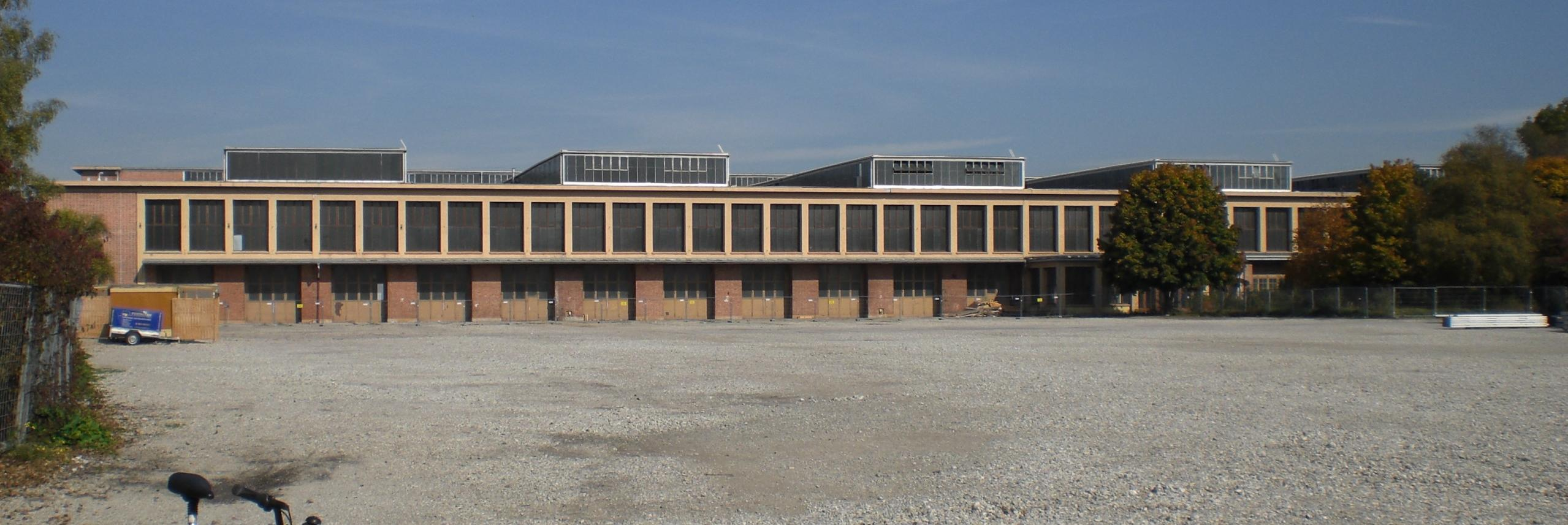
Lokrichthalle 24
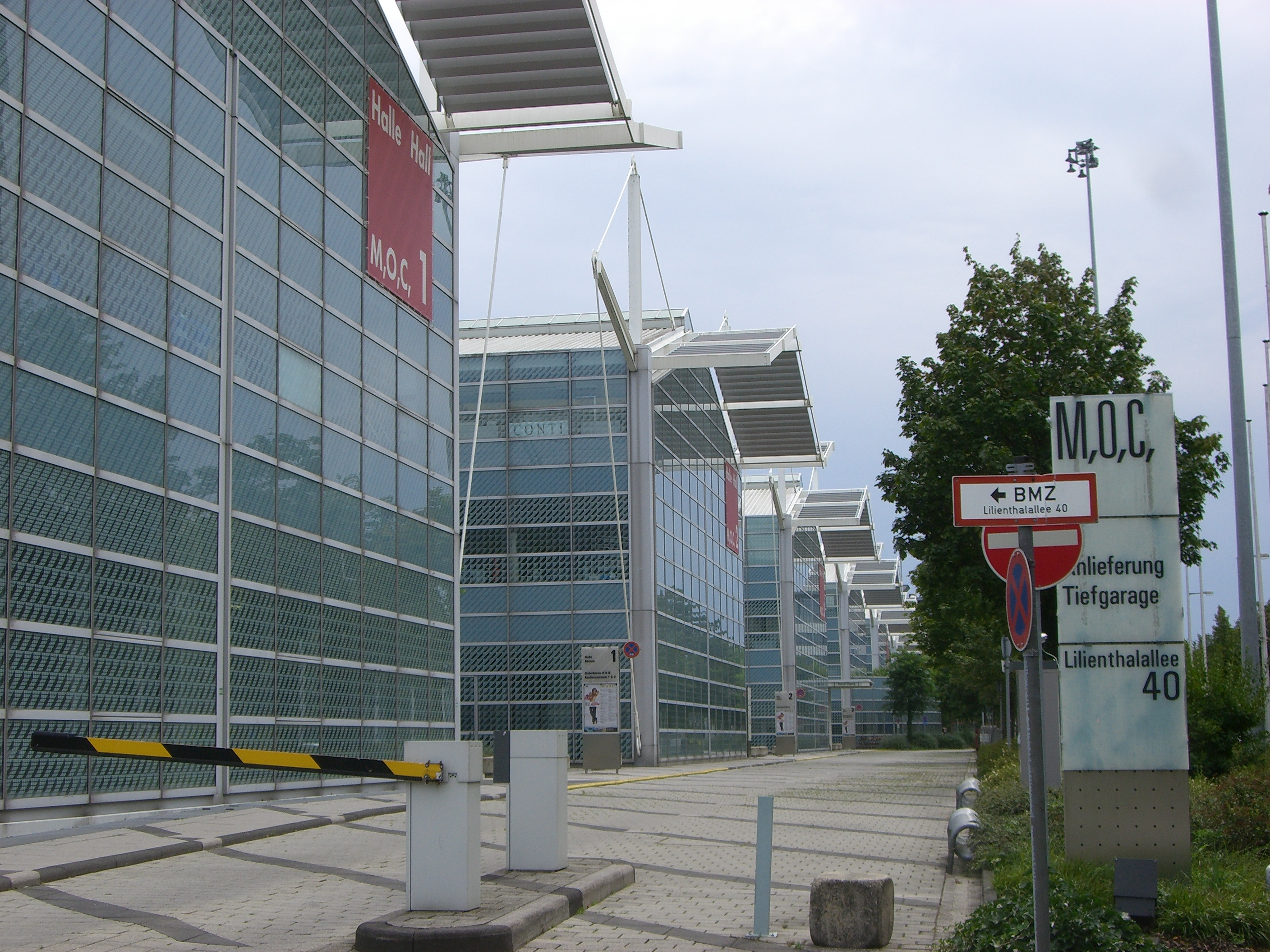
MOC
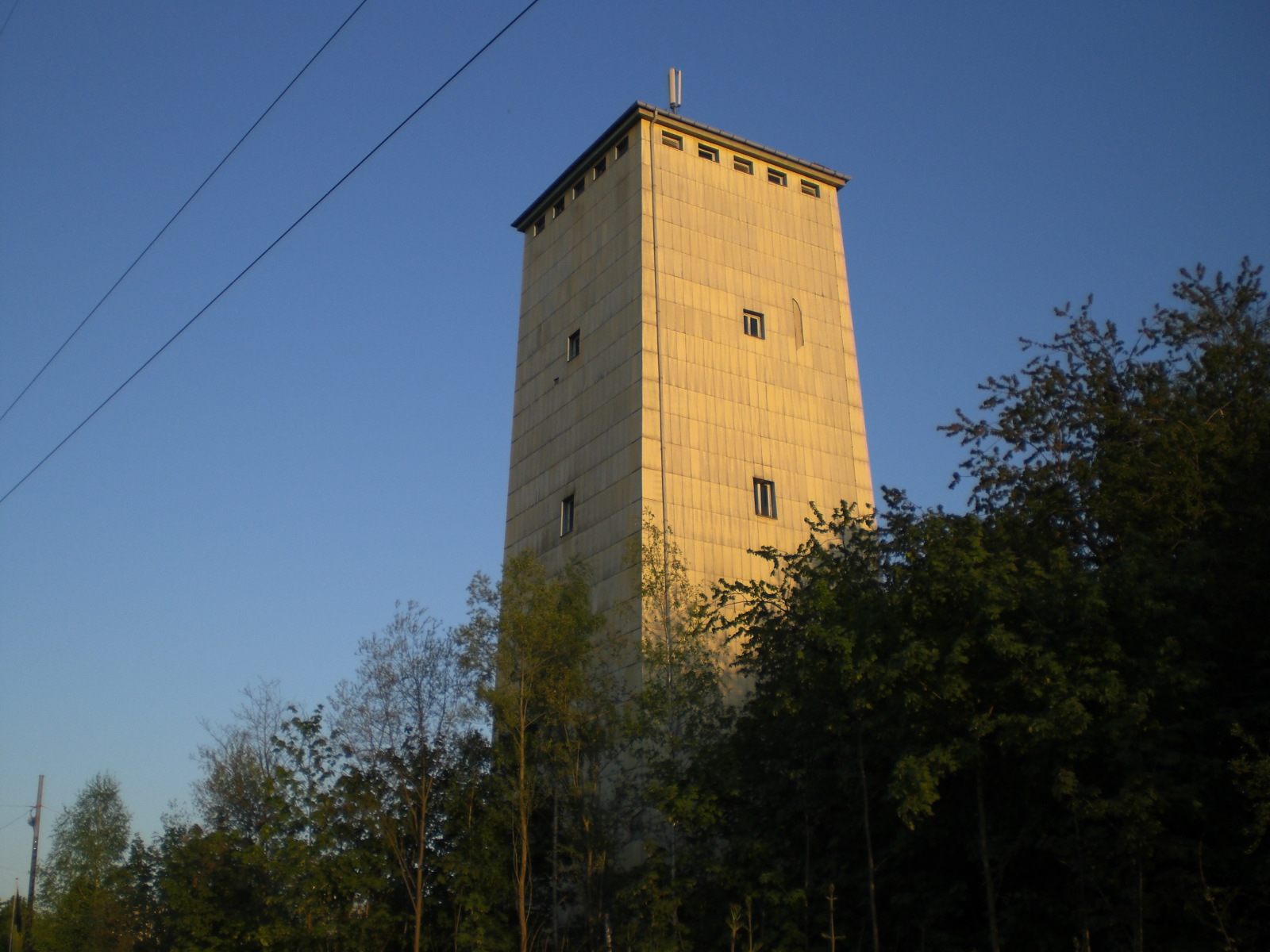
Wasserturm

## Geschichte
Sie wurde 1990 nach dem Luftfahrtpionier Otto Lilienthal (1848–1896) benannt.